# James H. Godman

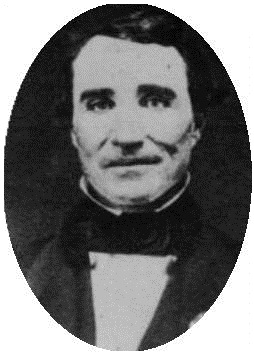
James H. Godman

James Harper Godman (* 19. Oktober 1808 im Berkeley County, Virginia; † 4. Oktober 1891 in Marion, Ohio) war ein US-amerikanischer Jurist, Offizier und Politiker (Republikanische Partei). Er saß in der Ohio General Assembly und war von 1864 bis 1872 Auditor of State von Ohio.

## Werdegang
James Harper Godman wurde ungefähr vier Jahre vor Ausbruch des Britisch-Amerikanischen Krieges im Berkeley County im heutigen West Virginia geboren. Die Familie zog irgendwann nach Marion in Ohio. Über seine Jugendjahre ist nichts bekannt. Godman studierte Jura und erhielt 1828 seine Zulassung als Anwalt.
1835 wurde er für das Marion County und das Crawford County in das Repräsentantenhaus von Ohio gewählt und 1839 wiedergewählt. Godman saß in der 34. und der 38. General Assembly. Er wurde 1840 und 1841 in den Senat von Ohio gewählt. In dieser Zeit saß er in der 39. und der 40. General Assembly. Seine Amtszeiten waren von der Wirtschaftskrise von 1837 überschattet.
Nach dem Ausbruch des Bürgerkrieges verpflichtete er sich am 26. April 1861 in der US Army. Er bekleidete den Dienstgrad eines Majors im 4. Infanterieregiment von Ohio. Am 9. Januar 1862 wurde er zum Lieutenant Colonel befördert und am 29. November 1862 zum Colonel. Er wurde bei der Schlacht von Fredericksburg schwer verwundet und dann am 28. Juli 1863 ehrenhaft entlassen. Am 13. März 1865 wurde er zum Brevet-Brigadegeneral befördert.
Godman wurde 1863 zum Auditor of State von Ohio gewählt und 1867 wiedergewählt. Er bekleidete den Posten acht Jahre lang. Godman verstarb 1891 in Marion und wurde dann auf dem Stadtfriedhof beigesetzt.